# Žitkovica
Žitkovica (cyr. Житковица) – wieś w Serbii, w okręgu braniczewskim, w gminie Golubac. W 2011 roku liczyła 96 mieszkańców.